# Hrvatska zajednica u Makedoniji ogranak Kumanovo
Zajednica Hrvata u R. Makedoniji ogranak Kumanovo misija zajednice je promoviranje, njegovanje, razvijanje i očuvanje hrvatskog identiteta putem okupljanja što većeg broja Hrvata u Republici Makedoniji.
Početkom prosinca 2008. godine rodila se inicijativa o osnivanju organka ZHRM u Kumanovu. Od rođenja inicijative, zahvaljujući ogromnom trudu članova Inicijativnog odbora, u roku od 3-4 mjeseca, u Zajednicu je uključeno 55 redovitih članova, 24 izvanredna člana i evidentirano 24 maloljetnika različite dobi.
Danas Zajednica Hrvata u Kumanovu broji 62 redovita člana, s tendencijom da se taj broj poveća, 26 izvanrednh članova i 30 malodobne djece od kojih neki već ispunjavaju uvjete da postanu redoviti članovi zajednice. U svojih godinu dana postojanja kumanovski ogranak ZHRM-a može se pohvaliti brojnim realiziranim aktivnostima. Od najznačajnijih mogu se izdvojiti: izvođenje nastave hrvatskog jezika u pučkoj školi Braća Miladinovci, promocija knjige monsignora Antona Cirimotića Istinska ljubav, promocija zbirke pjesama Potisnute paralele renomirane hrvatske pjesnikinje u Makedoniji Ljerke Totch-Naumove koja aktivno sudjeluje na Rešetaračkim susretima književnika u Hrvatskoj, prisustvo katoličkih vjernika na misi za Božić i Uskrs u katedrali "Presveto srce Isusovo" u Skoplju, priprema boćarske ekipe za sudjelovanje na hrvatskim svjetskim igrama u Zadru od 18. do 23. srpnja 2010. godine.

## Vanjske poveznice
- Stranica ZHRMKU-a  Arhivirana inačica izvorne stranice od 1. lipnja 2010. (Wayback Machine). Bogata je podatcima o Hrvatskoj, kao što su: Hrvatska povijest, Domovinski rat, dvorci, utvrde, tradicija, kultura itd.